# TSV Wäldenbronn-Esslingen
Der TSV Wäldenbronn-Esslingen ist ein Sportverein aus dem zu Esslingen am Neckar gehörenden Stadtteil Wäldenbronn im Norden der Stadt.

## Geschichte
Der Verein wurde am 20. September 1896 als Turnverein Wäldenbronn gegründet. Durch den Zusammenschluss des Turnvereins mit dem Sportclub Wäldenbronn entstand im Jahr 1946 der TSV Wäldenbronn.
Die erfolgreichste Zeit hatte die 1939 gegründete Fußballabteilung in den 1990er Jahren. Nachdem man 1992 in die Verbandsliga Württemberg aufstieg, gelang dem Verein bereits nach zwei Spielzeiten die Vize-Meisterschaft und der Aufstieg in die Oberliga Baden-Württemberg, die damals höchste Amateurklasse. Hier konnte sich der TSV Wäldenbronn-Esslingen von 1994 bis 1998 behaupten. Beste Platzierung war der sechste Platz in der ersten Oberliga-Saison 1994/95.
Nach dem Abstieg 1998 spielte man noch zwei Jahre in der Verbandsliga. Mit dem Abstieg im Jahr 2000 verschwand der TSVW aus dem überregionalen Fußball. In der Spielzeit 2011/12 gelang dem Verein, nach über einem Jahrzehnt Kreisliga, die lang ersehnte Rückkehr in die Bezirksliga. Der souveräne Aufstieg konnte bereits einige Spieltage vor Schluss klargemacht werden, mit einem Vorsprung von 8 Punkten. Nach dem Abstieg 2015 aus der Bezirksliga Neckar-Fils spielt man in der Kreisliga A Neckar/Fils, Staffel 1. Dort wurde die Mannschaft in der Saison 2015/16 nach dem 16. Spieltag zurückgezogen.

## Erfolge
- Vize-Meister Verbandsliga Württemberg und Aufstieg in die Oberliga 1994
- 6. Platz Oberliga Baden-Württemberg 1995

## Bekannte Spieler
- Mark Römer, später bei der SpVgg Unterhaching in der 2. Fußball-Bundesliga.
- Felix Luz, später bei Rot-Weiß Oberhausen in der 2. Fußball-Bundesliga.
- Martin Hägele, Ex-Profi beim FC Basel.
- Michael Oenning, ehemaliger Trainer beim Hamburger SV.
- Franco Petruso, Ex-Profi bei den Stuttgarter Kickers.
- Mijo Tunjic, wechselte nach der Saison 2009/10 von den Stuttgarter Kickers (Regionalliga Süd) zur SpVgg Unterhaching (3. Liga)